# 杂色乳牛肝菌酸
杂色乳牛肝菌酸（英語：Variegatic acid），学名：3,3′,4,4′-四羟基地衣枕酸（英語：3,3',4,4'-tetrahydroxypulvinic acid），是发现于一些蘑菇中的橙色色素。它是许多牛肝菌受伤时出现发蓝反应的原因（比如知名的见手青）。当含有杂色乳牛肝菌酸的蘑菇组织暴露在空气中时，杂色乳牛肝菌酸会被酶氧化为蓝色醌甲基阴离子。

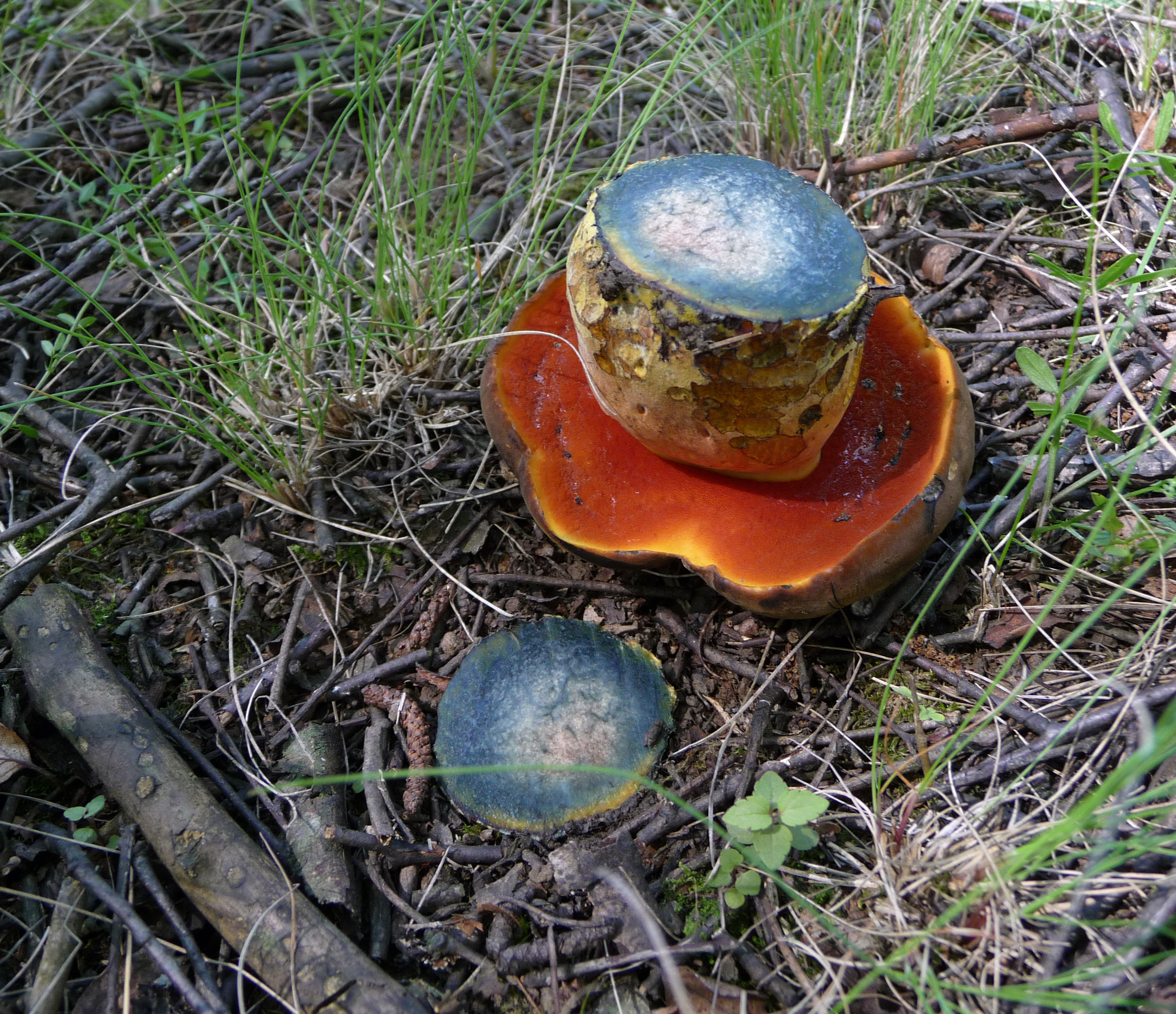
红柄牛肝菌（见手青）的发蓝反应，由杂色乳牛肝菌酸和绒盖牛肝菌酸接触空气被氧化成蓝色的醌类物质引起

其最早从杂色牛肝菌（Suillus variegatus）中分离得到，其具有强抗氧化性质，并对细胞色素P450酶有非特异性抑制作用。
2001年报道了利用铃木偶联反应全合成杂色乳牛肝菌酸的方法。
在50μg圆盘扩散测试中显示，杂色乳牛肝菌酸对多种细菌和真菌无抗菌活性。然而，在相似的浓度下，发现它可以抑制枯草芽孢杆菌菌落的形成，推测其抑制了杆菌生物膜的形成所导致。体外研究表明这种色素在芬顿化学中是一种Fe3+还原剂，并在植物尸体受褐腐菌的初始腐烂过程中起作用。

## 衍生物
在牛肝菌中还发现了杂色乳牛肝菌酸的衍生物，如杂色乳牛肝菌酸甲酯、3-O-甲基杂色乳牛肝菌酸甲酯和3,3',4,4'-四-O-甲基杂色乳牛肝菌酸甲酯，且都为橙红色色素。

杂色乳牛肝菌酸甲酯
3-O-甲基杂色乳牛肝菌酸甲酯
3,3',4,4'-四-O-甲基杂色乳牛肝菌酸甲酯